# Big Bash League
La Big Bash League (BBL), coneguda com la KFC Big Bash League per motius de patrocini, és una competició australiana de clubs de criquet masculí professional Twenty20. Va ser creat el 2011 per Criquet Austràlia.
Té la mitjana d'assistència més alta de qualsevol lliga de cricket del món, amb l'excepció de l'Indian Premier League (IPL).
Els partits de BBL es juguen durant els mesos d'estiu a l'hemisferi sud: desembre, gener i febrer.

## Equips
| Equip | Ubicació            | Estadi de casa                 | Entrenador                | Capità          |                  |
| ----- | ------------------- | ------------------------------ | ------------------------- | --------------- | ---------------- |
|       | Adelaide Strikers   | Adelaida, Austràlia Meridional | Adelaide Oval             | Jason Gillespie | Matt Short       |
|       | Brisbane Heat       | Brisbane, Queensland           | The Gabba                 | Wade Seccombe   | Usman Khawaja    |
|       | Hobart Hurricanes   | Hobart, Tasmània               | Blundstone Arena          | Adam Griffith   | Nathan Ellis     |
|       | Melbourne Renegades | Melbourne, Victoria            | Marvel Stadium            | David Saker     | Will Sutherland  |
|       | Melbourne Stars     | Melbourne, Victoria            | Melbourne Cricket Ground  | David Hussey    | Glenn Maxwell    |
|       | Perth Scorchers     | Perth, Austràlia Occidental    | Perth Stadium             | Adam Voges      | Ashton Turner    |
|       | Sydney Sixers       | Sydney, Nova Gal·les del Sud   | Sydney Cricket Ground     | Greg Shipperd   | Moises Henriques |
|       | Sydney Thunder      | Sydney, Nova Gal·les del Sud   | Sydney Showground Stadium | Trevor Bayliss  | Chris Green      |